# جبريل مندوزا
جبريل مندوزا (بالإسبانية: Gabriel Mendoza)‏ (22 مايو 1968 في تشيلي - ) هو سياسي ولاعب كرة قدم تشيلي في مركز الدفاع. شارك مع منتخب تشيلي لكرة القدم. أما مع النوادي، فقد لعب مع تايجرز أونال وسانتياغو واندررز وشاندونغ لونينغ وكولو-كولو ونادي أوهيجينس ونادي ساو باولو وسانتياغو مورنينغ ‏.

## وصلات خارجية
- جبريل مندوزا على موقع الاتحاد الأوربي (الإنجليزية)
- جبريل مندوزا على موقع قاعدة بيانات كرة القدم.إي يو (الإنجليزية)
- جبريل مندوزا على موقع ناشيونال فوتبول تيمز (الإنجليزية)
- جبريل مندوزا على موقع عالم كرة القدم.نت (الإنجليزية)